# مسابقات ورزش‌های آبی اروپا ۱۹۲۷
مسابقات ورزش‌های آبی اروپا ۱۹۲۷ از ۳۱ آگوست تا ۴ سپتامبر ۱۹۲۷ در شهر بولونیا، ایتالیا برگزار شده است.

## جدول مدال‌ها
میزبان 
| رتبه  | کشور           | طلا | نقره | برنز | مجموع |
| ۱     | آلمان          | ۵   | ۵    | ۶    | ۱۶    |
| ۲     | سوئد           | ۴   | ۲    | ۱    | ۷     |
| ۳     | هلند           | ۳   | ۲    | ۰    | ۵     |
| ۴     | بریتانیای کبیر | ۲   | ۲    | ۱    | ۵     |
| ۵     | مجارستان       | ۱   | ۲    | ۱    | ۴     |
| ۶     | اتریش          | ۱   | ۰    | ۲    | ۳     |
| ۷     | فرانسه         | ۰   | ۲    | ۰    | ۲     |
| ۸     | ایتالیا        | ۰   | ۱    | ۲    | ۳     |
| ۹     | بلژیک          | ۰   | ۰    | ۲    | ۲     |
| ۱۰    | چکسلواکی       | ۰   | ۰    | ۱    | ۱     |
| مجموع | مجموع          | ۱۶  | ۱۶   | ۱۶   | ۴۸    |